# Championnat du Pérou de football 1998
Navigation
Saison précédente Saison suivante
La saison 1998 du Championnat du Pérou de football est la soixante-dixième édition du championnat de première division au Pérou. La compétition regroupe les douze meilleures équipes du pays.
La saison est scindée en deux tournois indépendants :
- Tournoi ouverture : les douze équipes sont regroupées au sein d'une poule unique où elles s'affrontent deux fois, à domicile et à l'extérieur. Le club en tête du classement se qualifie pour la finale nationale, son dauphin participe au barrage pour la place en Copa CONMEBOL.
- Tournoi clôture : les douze équipes sont regroupés au sein d'une poule unique où elles s'affrontent deux fois, à domicile et à l'extérieur. Le club en tête du classement se qualifie pour la finale nationale, sauf s'il a déjà remporté le tournoi ouverture, auquel cas il est automatiquement sacré champion. Son dauphin participe au barrage pour la place en Copa CONMEBOL.

Un classement cumulé des deux tournois permet de déterminer le club relégué et celui qui doit participer au barrage de promotion-relégation face au deuxième de Segunda División.
C'est le club d'Universitario de Deportes qui remporte la compétition après avoir gagné le tournoi Ouverture puis battu le Sporting Cristal en finale nationale. C'est le 22e titre de champion du Pérou de l'histoire du club.

## Les clubs participants
| - Alianza Lima - Sport Boys - Cienciano del Cusco - Universitario de Deportes - Unión Minas - Club Centro Deportivo Municipal | - Alianza Atlético - FBC Melgar - Sporting Cristal - Lawn Tennis FC - Promu de Segunda División - Deportivo Pesquero - Juan Aurich - Promu de Segunda División |

## Compétition
Le barème utilisé pour établir les différents classements est le suivant :
- Victoire : 3 points
- Match nul : 1 point
- Défaite, forfait ou abandon : 0 point

### Tournoi Ouverture
| Rang | Équipe                          | Pts | J  | G  | N  | P  | Bp | Bc | Diff |
| ---- | ------------------------------- | --- | -- | -- | -- | -- | -- | -- | ---- |
| 1    | Universitario de Deportes       | 43  | 22 | 11 | 10 | 1  | 40 | 18 | +22  |
| 2    | Sport Boys                      | 39  | 22 | 11 | 6  | 5  | 38 | 23 | +15  |
| 3    | Sporting Cristal                | 37  | 22 | 10 | 7  | 5  | 40 | 20 | +20  |
| 4    | Unión Minas                     | 37  | 22 | 11 | 4  | 7  | 33 | 29 | +4   |
| 5    | Deportivo Pesquero              | 33  | 22 | 9  | 6  | 7  | 35 | 21 | +14  |
| 6    | Alianza LimaT                   | 33  | 22 | 9  | 6  | 7  | 35 | 21 | +14  |
| 7    | Juan AurichP                    | 29  | 22 | 7  | 8  | 7  | 27 | 25 | +2   |
| 8    | Alianza Atlético                | 26  | 22 | 6  | 8  | 8  | 33 | 26 | +7   |
| 9    | Cienciano del Cusco             | 25  | 22 | 6  | 7  | 9  | 24 | 27 | -3   |
| 10   | FBC Melgar                      | 23  | 22 | 7  | 2  | 13 | 20 | 36 | -16  |
| 11   | Club Centro Deportivo Municipal | 22  | 22 | 6  | 4  | 12 | 23 | 48 | -25  |
| 12   | Lawn Tennis FCP                 | 11  | 22 | 3  | 2  | 17 | 16 | 49 | -33  |

|  | Vainqueur du tournoi Ouverture et qualification pour la finale nationale |
|  | Qualification pour le barrage pour la Copa CONMEBOL 1999                 |
|  | T : Tenant du titre P : Promu de Segunda División                        |

### Tournoi Clôture
| Rang | Équipe                          | Pts | J  | G  | N  | P  | Bp | Bc | Diff |
| ---- | ------------------------------- | --- | -- | -- | -- | -- | -- | -- | ---- |
| 1    | Sporting Cristal                | 42  | 22 | 13 | 3  | 6  | 41 | 23 | +18  |
| 2    | Alianza LimaT                   | 42  | 22 | 11 | 9  | 2  | 35 | 17 | +18  |
| 3    | Sport Boys                      | 42  | 22 | 12 | 6  | 4  | 24 | 12 | +12  |
| 4    | Universitario de Deportes       | 34  | 22 | 8  | 10 | 4  | 32 | 22 | +10  |
| 5    | Cienciano del Cusco -1          | 29  | 22 | 7  | 9  | 6  | 23 | 20 | +3   |
| 6    | Deportivo Pesquero              | 29  | 22 | 7  | 8  | 7  | 20 | 20 | 0    |
| 7    | FBC Melgar                      | 29  | 22 | 8  | 5  | 9  | 26 | 33 | -7   |
| 8    | Juan AurichP                    | 26  | 22 | 6  | 8  | 8  | 24 | 27 | -3   |
| 9    | Alianza Atlético                | 24  | 22 | 6  | 6  | 10 | 24 | 30 | -6   |
| 10   | Unión Minas                     | 24  | 22 | 6  | 6  | 10 | 22 | 30 | -8   |
| 11   | Lawn Tennis FCP                 | 22  | 22 | 6  | 4  | 12 | 20 | 38 | -18  |
| 12   | Club Centro Deportivo Municipal | 13  | 22 | 3  | 4  | 15 | 24 | 43 | -19  |

|  | Participation au play-off                         |
|  | T : Tenant du titre P : Promu de Segunda División |

- Cienciano del Cusco a reçu une pénalité d'un point pour avoir aligné 4 joueurs étrangers (au lieu des 3 maximum autorisés par le règlement) lors de la 3e journée.

Match de barrage :
| Équipe 1         | Résultat | Équipe 2     |
| ---------------- | -------- | ------------ |
| Sporting Cristal | 1 - 0    | Alianza Lima |

### Classement cumulé
| Rang | Équipe                          | Pts | J  | G  | N  | P  | Bp | Bc | Diff |
| ---- | ------------------------------- | --- | -- | -- | -- | -- | -- | -- | ---- |
| 1    | Sport Boys                      | 81  | 44 | 23 | 12 | 9  | 62 | 35 | +27  |
| 2    | Sporting Cristal                | 79  | 44 | 23 | 10 | 11 | 81 | 43 | +38  |
| 3    | Universitario de Deportes       | 77  | 44 | 19 | 20 | 5  | 72 | 40 | +32  |
| 4    | Alianza LimaT                   | 75  | 44 | 20 | 15 | 9  | 70 | 38 | +32  |
| 5    | Deportivo Pesquero              | 62  | 44 | 16 | 14 | 14 | 53 | 49 | +4   |
| 6    | Unión Minas                     | 61  | 44 | 17 | 10 | 17 | 55 | 60 | -5   |
| 7    | Juan AurichP                    | 55  | 44 | 13 | 16 | 15 | 51 | 52 | -1   |
| 8    | Cienciano del Cusco             | 541 | 44 | 13 | 16 | 15 | 47 | 47 | 0    |
| 9    | FBC Melgar                      | 52  | 44 | 15 | 7  | 22 | 46 | 69 | -23  |
| 10   | Alianza Atlético                | 50  | 44 | 12 | 14 | 18 | 57 | 66 | -9   |
| 11   | Club Centro Deportivo Municipal | 35  | 44 | 9  | 8  | 27 | 47 | 91 | -44  |
| 12   | Lawn Tennis FCP                 | 33  | 44 | 9  | 6  | 29 | 36 | 87 | -51  |

|  | Participation au barrage de promotion-relégation  |
|  | Relégation en Segunda División                    |
|  | T : Tenant du titre P : Promu de Segunda División |

### Barrage de promotion-relégation
| Équipe 1                        | Résultat | Équipe 2                 |
| ------------------------------- | -------- | ------------------------ |
| Club Centro Deportivo Municipal | 4 - 1 ap | (D2) Hijos de Yurimaguas |

- Les deux clubs se maintiennent dans leur championnat respectif.

### Barrage pré-CONMEBOL
| Équipe 1   | Résultat | Équipe 2     | Aller | Retour |
| ---------- | -------- | ------------ | ----- | ------ |
| Sport Boys | 0 - 3    | Alianza Lima | 0 - 1 | 0 - 2  |

- Alianza Lima remporte le barrage mais laisse sa place en Copa CONMEBOL à son adversaire pour une raison indéterminée.

### Match pour le titre
| Équipe 1         | Résultat      | Équipe 2                  | Aller | Retour |
| ---------------- | ------------- | ------------------------- | ----- | ------ |
| Sporting Cristal | 3 - 3 2-4 tab | Universitario de Deportes | 2 - 1 | 1 - 2  |

## Bilan de la saison
| Championnat du Pérou de football 1998 |                                       |
| Champion                              | Universitario de Deportes (22e titre) |
| Qualifications continentales          |                                       |
| Copa Libertadores 1999                | Universitario de Deportes             |
| Copa Libertadores 1999                | Sporting Cristal                      |
| Copa CONMEBOL 1999                    | Sport Boys                            |
| Promotions et relégations             |                                       |
| Promus en Primera División            | International Marine Incorporated FC  |
| Relégués en Segunda División          | Lawn Tennis FC                        |